# Trasparenze (Maurizio Arcieri)
Trasparenze è l'unico album di Maurizio Arcieri, pubblicato dall'etichetta discografica Polydor nel 1973.
I testi dei brani sono scritti da Flanin.

## Tracce
1. Il grigio nella mente – 2:18
2. Per amore – 2:43
3. Se fossi io – 3:36
4. Una foglia – 4:00
5. Sereno – 4:25
6. Primo volo – 2:18
7. Immagini – 4:16
8. Rapporto – 2:44
9. Vibrazioni – 4:40
10. Trasparenze – 3:23

## Formazione
- Maurizio Arcieri - voce
- Paolo Donnarumma - basso
- Claes Cornelius - chitarra
- Pepè Gagliardi - armonica, pianoforte, xilofono, chitarra
- Ezio Malaguti - percussioni